# Nati nel 1952/Maggio
| Questa pagina contiene informazioni ricavate automaticamente dalle voci biografiche con l'ausilio del template Bio e di un bot. L'aggiornamento è periodico e automatico e ricostruisce completamente la pagina. Se manca una persona in questa lista, sei pregato di non aggiungerla, ma accertati piuttosto che la sua voce biografica contenga il template Bio e che i dati anagrafici siano correttamente compilati. Se il template Bio manca, inseriscilo tu stesso o, in alternativa, metti l'avviso {{tmp\|Bio}} che ne segnala la mancanza. Se i dati riportati sono sbagliati, correggi direttamente la voce biografica; le modifiche saranno visibili in questa lista entro pochi giorni. Per chiarimenti vedi il progetto biografie. La lista contiene solo le 231 persone che sono citate nell'enciclopedia e per le quali è stato implementato correttamente il template Bio. Pagina aggiornata al 26 lug 2025. |

- 1º maggio - Tommaso Barbato, politico italiano
- 1º maggio - Iosif Dorfman, scacchista francese
- 1º maggio - Juan Carlos Heredia Anaya, ex calciatore argentino
- 1º maggio - Paolo Paoletti, rugbista a 15, arbitro di rugby a 15 e attore teatrale italiano († 2020)
- 1º maggio - Loredana Zugna, ex tiratrice a segno italiana
- 1º maggio - Andrej Šifrer, compositore e cantautore sloveno
- 2 maggio - Christine Baranski, attrice statunitense
- 2 maggio - Christopher Doyle, direttore della fotografia e regista australiano
- 2 maggio - Lee Li-chun, attore taiwanese
- 2 maggio - Carola Mangiarotti, ex schermitrice italiana
- 2 maggio - Mari Natsuki, cantante e attrice giapponese
- 2 maggio - Dave Simonson, ex giocatore di football americano statunitense
- 2 maggio - Vito Zagarrio, regista, storico del cinema e critico cinematografico italiano
- 3 maggio - Chuck Baldwin, politico statunitense
- 3 maggio - Martin Bouygues, imprenditore francese
- 3 maggio - Marcello Bucci, politico italiano († 2015)
- 3 maggio - Keiji Haino, chitarrista giapponese
- 3 maggio - Jovan Lazarević, ex pesista jugoslavo
- 3 maggio - Alejandro Ortiz, ex cestista cubano
- 3 maggio - Stefano Sgorbini, politico italiano
- 3 maggio - Joseph William Tobin, cardinale e arcivescovo cattolico statunitense
- 3 maggio - Allan Wells, ex velocista britannico
- 3 maggio - Nina Zjus'kova, ex velocista sovietica
- 4 maggio - Sunday Chidzambwa, allenatore di calcio e ex calciatore zimbabwese
- 4 maggio - Pedro Carlos Cipolini, vescovo cattolico brasiliano
- 4 maggio - Belinda Green, modella australiana
- 4 maggio - Antony Hamilton, attore e ballerino britannico († 1995)
- 4 maggio - This Jenny, politico e imprenditore svizzero († 2014)
- 4 maggio - Laura Kivelä, tuffatrice finlandese
- 4 maggio - Jacob Miller, cantante giamaicano († 1980)
- 4 maggio - Pete Miller, ex cestista e allenatore di pallacanestro statunitense
- 4 maggio - Tang Guoqiang, attore cinese
- 5 maggio - Franco Caccia, ex calciatore italiano
- 5 maggio - Moshe Gafni, politico israeliano
- 5 maggio - William Thomas Hallenback, attivista e pacifista statunitense († 2009)
- 5 maggio - Lothar Huber, allenatore di calcio e ex calciatore tedesco
- 5 maggio - Guia Jelo, attrice italiana
- 5 maggio - Jean Laffitte, vescovo cattolico francese
- 5 maggio - Ed Lee, politico statunitense († 2017)
- 5 maggio - Jorge Llopart, marciatore spagnolo († 2020)
- 5 maggio - Bobo Mainini, ex pilota di rally e paraciclista italiano
- 5 maggio - Makoto Masuzawa, architetto giapponese († 1990)
- 5 maggio - Stelios Mygiakīs, ex lottatore greco
- 5 maggio - Chuck Rolando, musicista e cantante statunitense
- 5 maggio - Stefan Semmler, ex canottiere tedesco
- 5 maggio - Alex Webb, fotografo statunitense
- 6 maggio - Mauro Calligaris, nuotatore italiano († 2000)
- 6 maggio - Anna Catasta, politica italiana
- 6 maggio - Christian Clavier, attore, sceneggiatore e commediografo francese
- 6 maggio - Gregg Henry, attore e musicista statunitense
- 6 maggio - Luigi Mansi, vescovo cattolico italiano
- 6 maggio - Chiaki Mukai, ex astronauta e medico giapponese
- 6 maggio - Fred Newman, attore e doppiatore statunitense
- 6 maggio - Michael O'Hare, attore statunitense († 2012)
- 6 maggio - Gerrit Zalm, politico olandese
- 7 maggio - Simion Cuțov, pugile rumeno († 1993)
- 7 maggio - Blaine Luetkemeyer, politico statunitense
- 7 maggio - Patricia Aakhus, scrittrice statunitense († 2012)
- 7 maggio - Enrique Vidallé, ex calciatore argentino
- 8 maggio - Charles Camarda, ex astronauta e ingegnere statunitense
- 8 maggio - Max Greggio, fumettista e autore televisivo italiano
- 8 maggio - Beth Henley, drammaturga, sceneggiatrice e attrice statunitense
- 8 maggio - Walter Mattioli, dirigente sportivo italiano
- 8 maggio - Vittorio Sgarbi, critico d'arte, storico dell'arte e saggista italiano
- 8 maggio - Rosario Saro Vella, vescovo cattolico italiano
- 8 maggio - Maurizio Zaccaro, regista, sceneggiatore e scrittore italiano
- 8 maggio - Haig Zacharian, compositore, musicista e docente albanese
- 9 maggio - Dick Annegarn, cantautore olandese
- 9 maggio - Lucia Mastrodomenico, giornalista e attivista italiana († 2007)
- 9 maggio - Zdeněk Nehoda, allenatore di calcio e ex calciatore cecoslovacco
- 9 maggio - Gioacchino Pellitteri, politico italiano
- 10 maggio - Francisco Aguilar Fernández, ex calciatore spagnolo
- 10 maggio - Kikki Danielsson, cantante svedese
- 10 maggio - Al Eberhard, ex cestista statunitense
- 10 maggio - Carla Galvan, scrittrice, traduttrice e filantropa italiana
- 10 maggio - Roland Kaiser, cantante tedesco
- 10 maggio - Monika Kaserer, ex sciatrice alpina austriaca
- 10 maggio - Vanderlei Luxemburgo, ex calciatore e allenatore di calcio brasiliano
- 10 maggio - Ivo Perissinotto, calciatore italiano († 2017)
- 10 maggio - Takeo Sakai, giocatore di bowling giapponese
- 10 maggio - Masaki Yokotani, ex calciatore giapponese
- 11 maggio - Frances Fisher, attrice statunitense
- 11 maggio - Guillermo Martínez González, poeta, saggista e editore colombiano († 2016)
- 11 maggio - Giangilberto Monti, cantautore, scrittore e drammaturgo italiano
- 11 maggio - Renzo Musumeci Greco, maestro di scherma italiano
- 11 maggio - Renaud, cantautore e attore francese
- 11 maggio - João Evangelista Santiago Dino, calciatore brasiliano († 2022)
- 11 maggio - Shohreh Aghdashloo, attrice iraniana
- 12 maggio - Michele Torpedine, produttore discografico e batterista italiano
- 13 maggio - Jean-Paul Bertrand-Demanes, ex calciatore francese
- 13 maggio - Emma Fattorini, politica, storica e scrittrice italiana
- 13 maggio - John Kasich, politico e opinionista statunitense
- 13 maggio - Jorge Siviero, ex calciatore uruguaiano
- 13 maggio - Dario Squeri, politico italiano
- 13 maggio - Wang Xiaobo, scrittore e saggista cinese († 1997)
- 13 maggio - Sharon Wichman, ex nuotatrice statunitense
- 14 maggio - Muhammad Abu al-Qasim al-Zuwai, politico libico
- 14 maggio - David Byrne, musicista, cantautore e produttore discografico statunitense
- 14 maggio - Roberto Chevalier, attore, doppiatore e direttore del doppiaggio italiano
- 14 maggio - Peik Christensen, ex sciatore alpino norvegese
- 14 maggio - Michael Fallon, politico britannico
- 14 maggio - Scott Irwin, wrestler statunitense († 1987)
- 14 maggio - Donald McMonagle, ex astronauta statunitense
- 14 maggio - Gaetano Antonio Pellegrino, politico italiano
- 14 maggio - Giovanni Pezzoli, batterista italiano († 2022)
- 14 maggio - Giovanni Roccotelli, ex calciatore italiano
- 14 maggio - Emilio Sabattini, politico italiano
- 14 maggio - Emilio Spaziante, generale italiano
- 14 maggio - Robert Zemeckis, regista, sceneggiatore e produttore cinematografico statunitense
- 15 maggio - Giancarlo Basili, scenografo italiano
- 15 maggio - Agnès Fouquet, ex cestista francese
- 15 maggio - Imbarek Shamekh, politico libico
- 15 maggio - Chazz Palminteri, attore, regista e sceneggiatore statunitense
- 15 maggio - Francisco Rivera Miltos, ex calciatore paraguaiano
- 16 maggio - Eva Avossa, politica italiana
- 16 maggio - Chris Browne, fumettista statunitense († 2023)
- 16 maggio - Sorj Chalandon, scrittore e giornalista francese
- 16 maggio - Mauro Di Vincenzo, allenatore di pallacanestro italiano
- 16 maggio - Patrick Mauriès, scrittore, curatore editoriale e collezionista d'arte francese
- 16 maggio - Magdalena Wunderlich, ex canoista tedesca
- 17 maggio - Belkis Akkale, cantautrice turca
- 17 maggio - Victor Boștinaru, politico rumeno
- 17 maggio - Alberto Cairo, fisioterapista e scrittore italiano
- 17 maggio - Julian Holland, ex calciatore maltese
- 17 maggio - Jorge Olguín, allenatore di calcio e ex calciatore argentino
- 17 maggio - Ernesto Pilotti, ex pallavolista italiano
- 17 maggio - Nicole Puzzi, attrice, scrittrice e conduttrice televisiva brasiliana
- 17 maggio - Daniel Rivera, pianista argentino
- 17 maggio - Norv Turner, allenatore di football americano statunitense
- 18 maggio - Andrew Gross, scrittore statunitense († 2025)
- 18 maggio - David Leakey, generale britannico
- 18 maggio - Bill Magarity, ex cestista e allenatore di pallacanestro statunitense
- 18 maggio - Eiko Matsuda, attrice giapponese († 2011)
- 18 maggio - Anna Melato, attrice, cantautrice e doppiatrice italiana
- 18 maggio - Ryūzaburō Ōtomo, attore e doppiatore giapponese
- 18 maggio - Jean-Marie Schaeffer, critico d'arte e filosofo francese
- 18 maggio - George Strait, cantante, cantautore e attore statunitense
- 18 maggio - Jeana Yeager, aviatrice statunitense
- 19 maggio - Cosimo Antonio Calabrò, politico italiano
- 19 maggio - Viorica Ciocan, ex cestista e allenatrice di pallacanestro rumena
- 19 maggio - Erik Fish, ex nuotatore canadese
- 19 maggio - Patrick Hoogmartens, vescovo cattolico belga
- 19 maggio - Cristóbal López Romero, cardinale e arcivescovo cattolico spagnolo
- 19 maggio - Bert van Marwijk, allenatore di calcio e ex calciatore olandese
- 19 maggio - Max Meazza, cantautore e compositore italiano
- 19 maggio - Salman Sharida, allenatore di calcio e ex calciatore bahreinita
- 19 maggio - Charlie Spedding, ex maratoneta e mezzofondista britannico
- 20 maggio - Walter Isaacson, scrittore, giornalista e biografo statunitense
- 20 maggio - Roger Milla, dirigente sportivo, allenatore di calcio e ex calciatore camerunese
- 20 maggio - Nicholas Ostler, linguista e scrittore britannico
- 20 maggio - Rick Upchurch, ex giocatore di football americano statunitense
- 20 maggio - Vadzim Žuk, ex arbitro di calcio bielorusso
- 21 maggio - Emilio Carelli, giornalista, autore televisivo e politico italiano
- 21 maggio - Anna Maria Cigoli, pianista italiana
- 21 maggio - Jacques Glénat, editore francese
- 21 maggio - Delia Gualtiero, cantante italiana
- 21 maggio - Mario Mieli, attivista e scrittore italiano († 1983)
- 21 maggio - Pino Modica, artista italiano
- 21 maggio - Mr. T, attore e wrestler statunitense
- 22 maggio - Christina Moser, cantautrice svizzera († 2022)
- 22 maggio - Waldemar Victorino, calciatore uruguaiano († 2023)
- 23 maggio - Deborah Adair, attrice televisiva statunitense
- 23 maggio - Ugo Bardi, chimico italiano
- 23 maggio - Anne-Marie David, cantante francese
- 23 maggio - Renzo Manetti, architetto e scrittore italiano
- 23 maggio - Jorge Nieves, arbitro di calcio uruguaiano
- 23 maggio - Martin Parr, fotoreporter britannico
- 23 maggio - Bruce Twamley, allenatore di calcio e ex calciatore canadese
- 23 maggio - Valerij Čaplygin, ex ciclista su strada russo
- 24 maggio - Cerrone, compositore e produttore discografico francese
- 24 maggio - Fratelli Chiodo, effettista e regista statunitense
- 24 maggio - Franco Conte, politico italiano
- 24 maggio - Sybil Danning, attrice austriaca
- 24 maggio - Henrik Flöjt, biatleta finlandese († 2005)
- 24 maggio - Franco Murer, pittore e scultore italiano
- 24 maggio - Bill Thornbury, attore e musicista statunitense
- 24 maggio - Pierre Van Dormael, musicista e compositore belga († 2008)
- 25 maggio - Vera Anisimova, ex velocista sovietica
- 25 maggio - Ken Beamish, allenatore di calcio e ex calciatore inglese
- 25 maggio - Francesco De Rosa, attore italiano († 2004)
- 25 maggio - David Jenkins, ex velocista britannico
- 25 maggio - Franz Obermayr, politico austriaco
- 25 maggio - Valeriano Prestanti, dirigente sportivo e ex calciatore italiano
- 25 maggio - Gordon Smith, politico statunitense
- 25 maggio - Petăr Stojanov, politico bulgaro
- 26 maggio - Benedetto Adragna, politico e giornalista italiano
- 26 maggio - Tom McMillen, ex cestista e politico statunitense
- 26 maggio - Deborah Nadoolman, costumista e insegnante statunitense
- 26 maggio - Giuseppe Pinto, arcivescovo cattolico italiano
- 27 maggio - Alfonso Andria, ex politico italiano
- 27 maggio - Jürgen Ciezki, sollevatore tedesco († 2021)
- 27 maggio - Rosa Díez, politica spagnola
- 27 maggio - Pedro Millet, ex velista spagnolo
- 27 maggio - Francesco Quintini, allenatore di calcio e ex calciatore italiano
- 27 maggio - Adriano Tedoldi, calciatore italiano († 2018)
- 28 maggio - Patrizio Bianchi, economista e politico italiano
- 28 maggio - JoJo Billingsley, cantante statunitense († 2010)
- 28 maggio - Roger Briggs, compositore, direttore d'orchestra e pianista statunitense
- 28 maggio - Aldo Capitanio, fumettista italiano († 2001)
- 28 maggio - Mahmud Gibril, politico libico († 2020)
- 28 maggio - Paul Johnson, bassista britannico
- 28 maggio - Peter Muster, ex velocista svizzero
- 28 maggio - Dana Ptáčková, ex cestista cecoslovacca
- 28 maggio - Juan Pujol, ex ciclista su strada spagnolo
- 28 maggio - John Stephenson, effettista e regista britannico
- 28 maggio - Mario Taborelli, politico italiano
- 29 maggio - Elio Di Mella, carabiniere italiano († 1982)
- 29 maggio - Salam Fayyad, economista e politico palestinese
- 29 maggio - George Karra, giurista israeliano
- 29 maggio - Bill Ligon, cestista statunitense († 2024)
- 29 maggio - Filippo Milone, politico italiano
- 29 maggio - Giuseppe Parlato, storico italiano († 2025)
- 29 maggio - Victorio Pezzolla, musicista argentino
- 29 maggio - Hilton Ruiz, pianista e compositore statunitense († 2006)
- 29 maggio - Pia Tafdrup, scrittrice e poetessa danese
- 29 maggio - Antonino Trapani, ex calciatore italiano
- 30 maggio - Mike W. Barr, fumettista e scrittore statunitense
- 30 maggio - Ángel Fernández Collado, vescovo cattolico spagnolo
- 30 maggio - Zoltán Kocsis, pianista, direttore d'orchestra e compositore ungherese († 2016)
- 30 maggio - Laura Martignon, matematica italiana
- 30 maggio - Francesco Mastroluca, politico italiano
- 30 maggio - Paolo Palma, storico, giornalista e politico italiano
- 30 maggio - Elena Pedemonte, attrice e conduttrice radiofonica italiana
- 30 maggio - Alfio Quarteroni, matematico italiano
- 30 maggio - Alexander Toradze, pianista georgiano († 2022)
- 31 maggio - Karl Bartos, tastierista, percussionista e compositore tedesco
- 31 maggio - Neil Dorfsman, produttore discografico statunitense
- 31 maggio - David Anthony Kraft, fumettista e editore statunitense († 2021)
- 31 maggio - Teruko Miyamoto, ex cestista giapponese
- 31 maggio - Marina Solodkin, politica israeliana († 2013)
- 31 maggio - Jim Vallance, musicista e produttore discografico canadese